# Великотърновски клуб „Традиция“
Великотърновски клуб „Традиция“ е нестопанска организация, която има за цел да възстановява значими исторически събития от българската история.

## История
Клубът е създаден през 1999 г., когато е организирана и първата му изложба в сградата на Военен клуб Велико Търново. Идеята за участие в исторически реконструкции се заражда в Шумен през 2004 г.с възстановка на „Доблест и слава“, която се провежда на всеки две години.
Като стара столица на България, Велико Търново изобилства от множество исторически събития. Това налага основаване на клуб и в този град.

## Мероприятия
Участниците, които са хора на възраст от 16 до 60 години активно работят за запознававе на населението с великите исторически събития и автентичния начин, по който те са протекли. Инициативата е на настоящия ръководител Върбан Минев.
Имат участия на 3 март на връх Шипка с представяне боевете на това историческо място – светиня. Автентичните костюми и оръжия правят сцените да изглеждат абсолютно истински.
В навечерието на 3 март 2010 г. членовете са извезали байраците на Филип Тотю и Стефан Караджа. Знамената са точни копия на оригиналите от 1867 и 1868 г.
Автентичното знаме на Филип Тотю се съхранява във Военно-исторически музей в София, а при ушиването на точното му копие са използвани фотографии. Флагът е с размери 1 m на 70 см, а цветът му е тип „Гарибалди“ – червено, бяло и зелено. От едната му страна е надписът „Свобода или смърт“ с лъв и много оръжия около него, а от другата е написано: „Войвода Филип Тотю 1867“. С този байрак той преминава Дунав на 15 май 1867 г. с чета от 40 души.
Това е петото знаме в колекцията на клуба след Самарското знаме, флаговете на 18-и Етърски пехотен полк и на Първи търновски революционен окръг.